# Pro Evolution Soccer 2008
Pro Evolution Soccer 2008 (World Soccer: Winning Eleven 2008 na Coréia do Sul e Japão) é um jogo de Video game de futebol da série Pro Evolution Soccer da Konami. O jogo foi anunciado oficialmente em 18 de junho de 2007.
Pro Evolution Soccer foi lançado para Windows, Wii, Nintendo DS, PlayStation 3, PlayStation 2, PSP, e Xbox 360.

## Novos Recursos
- Gráficos melhorados tais como a animação facial e a camisa
- 15 estádios para as versões next-gen
- 35 estádios para a versão PS2
- 30 estádios para a versão Wii
- Importação Facial como em Virtua Tennis 3 usando Webcam USB
- Modos World Tour e Community exclusivamente para PS2

## Times

### Ligas Licenciadas
As ligas abaixo são totalmente licenciadas, e todos os times destas ligas são licenciados:
- La Liga
- Ligue 1
- Serie A
- Eredivisie

### Liga parcialmente licenciada
Apenas dois times da  Premier League são licenciados, mas incluem todos os nomes reais dos jogadores:
| - Newcastle United (licenciado) - Tottenham Hotspur(licenciado). Clubes da Premier League 2007/2008 não licenciados. - North London (Arsenal) (foi licenciado no PES 5 e PES 6) - West Midlands Village (Aston Villa) - West Midlands City (Birmingham City) - Lancashire (Blackburn Rovers) - Middlebrook (Bolton Wanderers) - London FC (Chelsea) (foi licenciado no PES 5) - Derbyshire (Derby County) - Merseyside Blue (Everton) | - West London White (Fulham) - Merseyside Red (Liverpool) - Man Blue (Manchester City) - Man Red (Manchester United) (foi licenciado no PES 6) - Teesside (Middlesbrough) - Pompy (Portsmouth) - Berkshire Blues (Reading) - Wearside (Sunderland) - East London (West Ham United) - Lancashire Athletic (Wigan Athletic) |  |

### Outros clubes licenciados
| - Bayern de Munique - Anderlecht - Club Brugge - Dínamo Zagreb - F.C. Copenhagen - HJK Helsinki - Olympiacos - Panathinaikos - AEK Atenas - Rosenborg - Wisła Kraków - Benfica - FC Porto - Sporting CP - Spartak Moscou | - Lokomotiv Moscou - Celtic - Rangers - Estrela Vermelha - AIK - Hammarby - Helsingborgs - Göteborg - FC Basel - Besiktas - Galatasaray - Fenerbahçe - Dynamo Kiev - River Plate - SC Internacional |  |

### Seleções Nacionais
Equipes em negrito são recentemente licenciadas[carece de fontes?]:
| África - Angola¹ - Camarões - Costa do Marfim³ - Gana³ - Nigéria - África do Sul - Togo¹ - Tunísia¹ Ásia - Austrália³ - Irã¹ - Japão³ - Arábia Saudita¹ - Coréia do Sul³ Europa - Áustria - Bélgica - Bulgária¹ - Croácia³ - República Tcheca³ - Dinamarca - Inglaterra³ - Finlândia - França³ - Alemanha¹ - Grécia³ - Hungria - República da Irlanda³ - Israel² - Itália³ - Países Baixos³ | - Irlanda do Norte¹ - Noruega - Polônia - Portugal³ - Romênia - Rússia - Escócia³ - Sérvia¹ - Eslováquia¹ - Eslovênia - Espanha³ - Suécia³ - Suíça - Turquia³ - Ucrânia¹ - País de Gales¹ América do Norte, Central e Caribe - Costa Rica¹ - México - Trinidad e Tobago¹ - Estados Unidos¹ América do Sul - Argentina³ - Brasil³ - Chile - Colômbia - Equador - Paraguai - Peru - Uruguai |

Legenda

¹ - Seleções constituídas por jogadores com nomes falsos

² - Israel faz sua primeira aparição como uma equipe que pode ser jogada, substituindo a Letônia.

³ - Equipes totalmente licenciadas.
Existem algumas seleções que são inacessíveis ao jogador, mas que podem ser confrontadas no modo International Challenge (modo que simula as Eliminatórias para a Copa do Mundo). Elas não podem ser editadas[carece de fontes?].

### Seleções Clássicas
Todas as equipes não tem nomes oficiais de alguns jogadores:
- Inglaterra
- França
- Alemanha
- Itália
- Holanda
- Argentina
- Brasil

### Times Genéricos
Existe um campeonato com 18 times genéricos (Equipe A, Equipe B etc), que podem ser editados, como no PES 6. Isso acontece de fato que a Konami não conseguiu a licença da Bundesliga. No entanto, a maioria das pessoas usam esses times para fazer seus próprios, usando patchs ou modificando-os sem ajuda. Este recurso não aparece na versão para Wii.

## Estádios
Estádios incluídos no PS3, Xbox 360 e no PC
| #  | Estádio                        | Nome Real                      | Local          | Bandeira      | Time                       |
| -- | ------------------------------ | ------------------------------ | -------------- | ------------- | -------------------------- |
| 1  | Konami Stadium                 | International Stadium Yokohama | Ásia           | Japão         | Yokohama F-Marinos         |
| 2  | Estàdio da Luzii [sic]         | Estádio da Luz                 | Europa         | Portugal      | Benfica                    |
| 3  | Estàdio Dragon [sic]           | Estádio do Dragão              | Europa         | Portugal      | FC Porto                   |
| 4  | Estàdio [sic] José de Alvalade | Estádio José Alvalade          | Europa         | Portugal      | Sporting Clube de Portugal |
| 5  | Bristol Mary Stadium           | Veltins-Arena                  | Europa         | Alemanha      | Schalke 04                 |
| 6  | Ville Marie Stadium            | Stade de France                | Europa         | França        | França                     |
| 7  | Mohamed Lewis Stadium          |                                | África         |               |                            |
| 8  | Antlion Colisseum              | El Monumental                  | América do Sul | Argentina     | River Plate                |
| 9  | Teatro Blanco                  | Estadio Defensores del Chaco   | América do Sul | Paraguai      | Paraguai                   |
| 10 | Orange Arena                   | Amsterdam ArenA                | Europa         | Países Baixos | Ajax                       |
| 11 | Catalonia Stadium              | Camp Nou                       | Europa         | Espanha       | FC Barcelona               |
| 12 | Santiago Bernabéu              |                                | Europa         | Espanha       | Real Madrid                |
| 13 | Stadio Olimpico                |                                | Europa         | Itália        | AS Roma & Lazio            |
| 14 | San Siro                       |                                | Europa         | Itália        | AC Milan & Inter Milan     |
| 15 | Stade Louis II                 |                                | Europa         | Mónaco        | AS Monaco                  |

Estádios incluídos no PS2:[carece de fontes?]
| #  | Estádio                 | Nome Real                       | Local          | Bandeira       | Time                |
| -- | ----------------------- | ------------------------------- | -------------- | -------------- | ------------------- |
| 1  | Red Cauldron            | Anfield                         | Europa         | Inglaterra     | Liverpool           |
| 2  | Magpie Park             | St. James' Park                 | Europa         | Inglaterra     | Newcastle United    |
| 3  | Lutecia Park            | Parc des Princes                | Europa         | França         | Paris Saint-Germain |
| 4  | Massilia Stadium        | Stade Vélodrome                 | Europa         | França         | Marseille           |
| 5  | Borussia Stadium        | Westfalenstadion                | Europa         | Alemanha       | Borussia Dortmund   |
| 6  | Hauptstadtstadion       | Berlin Olympiastadion           | Europa         | Alemanha       | Hertha Berlin       |
| 7  | Blautraum Stadion       | Schüco Arena                    | Europa         | Alemanha       | Arminia Bielefeld   |
| 8  | Orange Arena            | Amsterdam ArenA                 | Europa         | Países Baixos  | Ajax                |
| 9  | Rotterdam Stadion       | Feijenoord Stadion              | Europa         | Países Baixos  | Feyenoord           |
| 10 | Catalonia Stadium       | Camp Nou                        | Europa         | Espanha        | FC Barcelona        |
| 11 | Estadio Palo            | Estadio Mestalla                | Europa         | Espanha        | Valencia            |
| 12 | Stockholm Arena         | Råsunda                         | Europa         | Suécia         | Suécia              |
| 13 | Cuito Cuanavale         | Vodacom Park                    | África         | África do Sul  | Bloemfontein Celtic |
| 14 | Diamond Stadium         | Newlands Stadium                | África         | África do Sul  | Nenhum              |
| 15 | Estadio Gran Chaco      | Estadio Alberto J. Armando      | América do Sul | Argentina      | Boca Juniors        |
| 16 | Amerigo Atlantis        | Estadio Nacional de Chile       | America do Sul | Chile          | Chile               |
| 17 | Nakhon Ratchasima       | King Fahd International Stadium | Ásia           | Arábia Saudita | Al-Hilal            |
| 18 | Kanji Dome              | Sapporo Dome                    | Ásia           | Japão          | Consadole Sapporo   |
| 19 | Dietro Monte Stadium    | Kashima Stadium                 | Ásia           | Japão          | Kashima Antlers     |
| 20 | Porto Folio             | Nissan Stadium                  | Ásia           | Japão          | Yokohama F. Marinos |
| 21 | Queens Land Park        | Nagai Stadium                   | Ásia           | Japão          | Cerezo Osaka        |
| 22 | Haze Hills              | Olympic Stadium                 | Ásia           | Japão          | Japão               |
| 23 | Occhio Del Mar          | Ōita Stadium                    | Ásia           | Japão          | Oita Trinita        |
| 24 | Ayase-Nakano Stadium    | Saitama Stadium                 | Ásia           | Japão          | Urawa Red Diamonds  |
| 25 | Kusunoki-Mihama Stadium | Niigata 'Big Swan' Stadium      | Ásia           | Japão          | Albirex Niigata     |
| 26 | Nangsoh Stadium         | Seoul Sang-am Stadium           | Ásia           | Coreia do Sul  | FC Seoul            |

## Capas
Cristiano Ronaldo é incluído em todas as capas de PES 2008. Abaixo uma lista de jogadores que estão incluídos nas capas de seus respectivos países.[carece de fontes?]
- Reino Unido - Michael Owen
- França - Didier Drogba
- Alemanha - Jan Schlaudraff
- Itália - Gianluigi Buffon
- Austrália - Lucas Neill

## Comentadores
- Reino Unido - Jon Champion e Mark Lawrenson
- Espanha - Julio Maldonado 'Maldini' & Juan Carlos Rivero
- França - Christian Jeanpierre e Laurent Paganelli
- Itália - Mauro Sandreani & Marco Meccia (nome usado para o game do comentarista da RAI Marco Civoli)
- Alemanha - Hansi Küpper & Wolff Fuss

## Recepção
| Publication | Rating | Link                  |
| ----------- | ------ | --------------------- |
| IGN         | 9.2    | Link                  |
| Play        | 70%    |                       |
| OXM         | 8.8    |                       |
| Gamespot    | 6.0    | Link[ligação inativa] |